# ジョージタウン (ケンタッキー州)

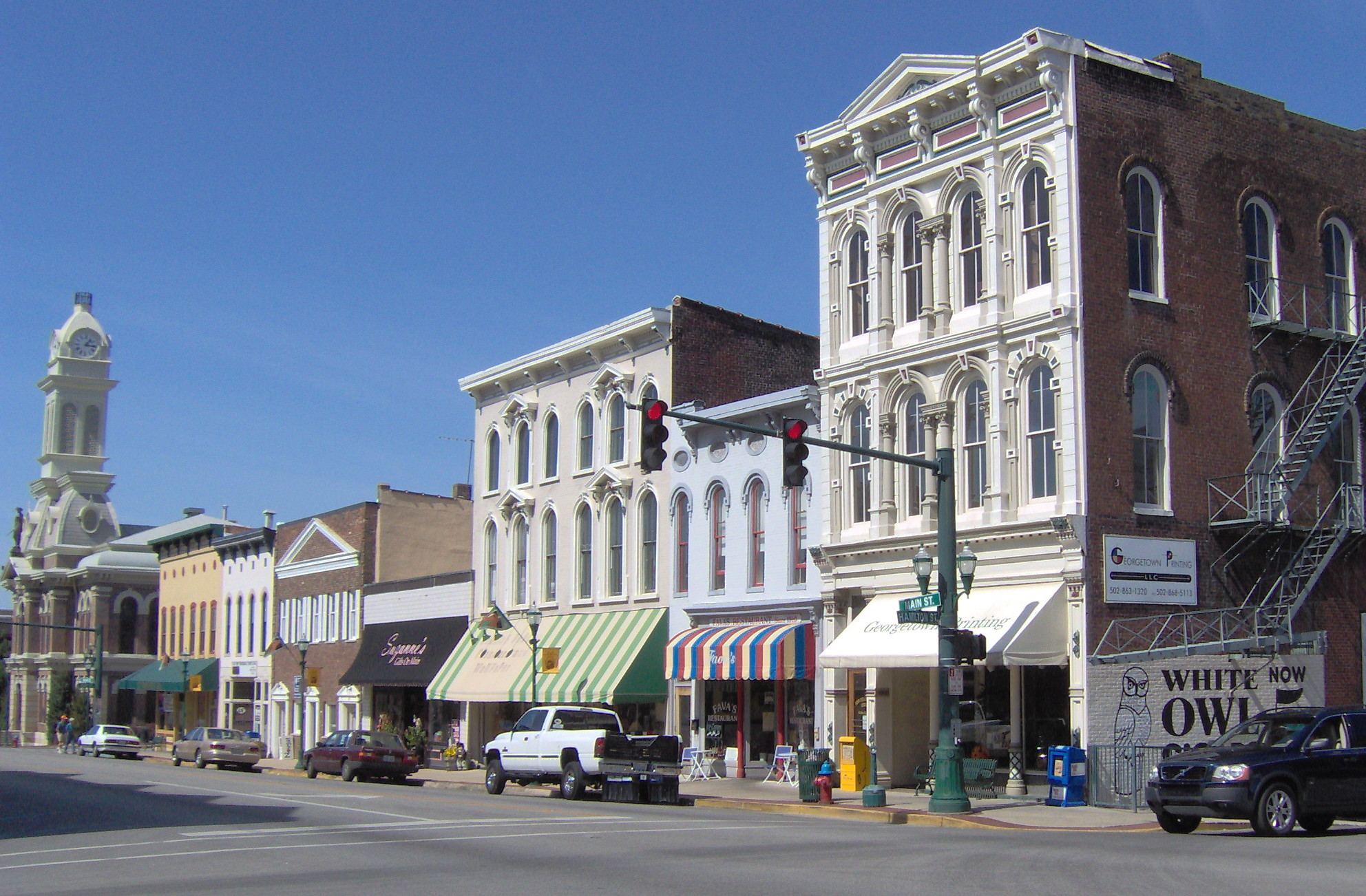
ダウンタウン

ジョージタウン（英: Georgetown）は、アメリカ合衆国ケンタッキー州の都市。スコット郡の郡庁所在地である。人口は3万7086人（2020年）。

## 概要
市名はアメリカ合衆国大統領ジョージ・ワシントンに敬意を表して名付けられた。
私立教養単科大学のジョージタウン・カレッジ（Georgetown College）がある学園都市である。
1988年、トヨタ自動車が初めて完全所有のアメリカ工場を建設した。市の人口は約1万人（1980年）から増加を続けている。

## 地理

スコット郡内の位置

ジョージタウンはレキシントンの北20キロメートルに位置している。座標は北緯38度12分52秒 西経84度33分20秒 / 北緯38.21444度 西経84.55556度。
アメリカ合衆国統計局によると、総面積35.5 km2 (13.7 mi2) である。このうち35.5 km2 (13.7 mi2) が陸地で水地域は存在しない。

## 人口動勢
2000年国勢調査によると、この都市は人口18,080人、6,703世帯、及び4,618家族が暮らしている。人口密度は508.8/km2 (1,317.5/mi2) である。202.9/km2 (525.3/mi2) の平均的な密度に7,209軒の住宅が建っている。人種的な構成は白人88.68%、アフリカン・アメリカン8.01%、先住民0.23%、アジア0.64%、太平洋諸島系0.01%、その他の人種1.03%、及び混血1.41%である。なお、人口の1.99%はヒスパニックまたはラテン系である。
住民は25.6%が18歳未満の未成年、18歳以上24歳以下が16.1%、25歳以上44歳以下が32.8%、45歳以上64歳以下が16.4%、及び65歳以上が9.1%にわたっている。中央値年齢は29歳である。女性100人ごとに対して男性は90.5人である。18歳以上の女性100人ごとに対して男性は83.5人である。
世帯ごとの平均的な収入は42,186米ドルであり、家族ごとの平均的な収入は50,743米ドルである。男性は36,970米ドルに対して女性は25,936米ドルの平均的な収入がある。この都市の一人当たりの収入 (per capita income) は18,859米ドルである。人口の10.7%及び家族の8.7% は貧困線以下である。全人口のうち18歳未満の13.8%及び65歳以上の14.9%は貧困線以下の生活を送っている。

## 姉妹都市
- 田原市（日本） - 1990年4月20日姉妹都市提携